# Mireille Ndiaye
Pour les articles homonymes, voir Ndiaye.
Mireille Ndiaye, née Mireille Brenner le 17 janvier 1939 à Lomé (Togo), et morte dans cette même ville le 22 mars 2015, est une haute magistrate sénégalaise d'origine togolaise et allemande. 

## Famille
Née en 1939, Mireille Ndiaye est la fille de Carl Marcellin Brenner et de Louise von Doering (1908-1983), tous deux métis germano-togolais. Par sa mère, Mireille est d'ailleurs la petite-fille de Hans Georg von Doering (1866-1921), vice-gouverneur du Togo allemand. Mireille est notamment la sœur d'Yves Brenner, proche du président Abdou Diouf durant leurs études.
Elle est l'épouse de Fara Ndiaye (1935-1995), figure du Parti démocratique sénégalais, qui fut député.  
Sa fille Sibeth Ndiaye (1979) s'engage en politique en France auprès d'Emmanuel Macron et devient, le 31 mars 2019, secrétaire d'État auprès du Premier ministre, et porte-parole du gouvernement français.

## Biographie
Mireille Ndiaye est diplômée en droit de la nouvelle université de Paris.  
Elle est d'abord juge suppléante au tribunal de première instance de Dakar, puis avocate générale près la cour d'appel de Dakar, avocate générale près la Cour suprême, puis cumulativement présidente de la chambre pénale de la Cour de cassation sénégalaise et inspectrice générale des tribunaux.  
Elle siège au  Conseil constitutionnel sénégalais à partir de 2002 et en devient présidente à compter de 2004 et jusqu'à son départ à la retraite et son remplacement par Cheikh Tidiane Diakhaté en avril 2010,.   
Mireille Ndiaye est enterrée au cimetière Bel-Air de Dakar.

## Distinction
Grand-croix de l'ordre national du Lion du Sénégal